# Jonáš Hájek
Jonáš Hájek (ur. 12 listopada 1984 w Pradze) – czeski poeta i muzykolog. 
Jonáš Hájek jest synem matematyka Petra Hájka. Ukończył gimnazjum muzyczne (gra na wiolonczeli) i muzykologię na Wydziale Nauk Humanistycznych Uniwersytetu Karola w Pradze. W 2007 otrzymał Nagrodę im. Jiříego Ortena za tom Suť (ex aequo z Petrą Hůlovą). W 2008 został nominowany do nagrody Magnesia Litera w kategorii Odkrycie Roku. Zawodowo poświęcił się pracy muzykologicznej w wydawnictwie Bärenreiter, gdzie przygotował m.in. nowe wydanie Symfonii c-moll Asrael (1906) Josefa Suka (1874-1935). Pracuje również jako tłumacz (z języka niemieckiego i polskiego) oraz moderator. Pisze również dla czasopism literackich Souvislosti, Host. Jego wiersze były publikowane w pismach: Pobocza (w przekładzie Franciszka Nastulczyka), Odra, 8. arkusz (w przekładzie Zofii Bałdygi) oraz w internetowym magazynie Suburbia nr 6/24 i 11/24 (w przekładzie Karola Maliszewskiego). Mieszka w Kolínie. Jest mężem poetki Natálii Paterovej.

## Twórczość
- Suť (Gruz), Fra (2007), ISBN 80-86603-60-1
- Vlastivěda (Nauka o kraju ojczystym), Fra (2010), ISBN 978-80-86603-83-4
- Básně 3, Triáda (2013), ISBN 978-80-7474-078-7[6]
- VERSschmuggel: Gedichte: deutsch, tschechisch / PŘEKLADIŠTĚ: básně v češtině a v němčině, (2019), edytor
- Výlet do Schengenu / Můj jediný čtenář, (2023)
- Hrst, almanach, autor, redaktor.